# Carta a la reina d'Anglaterra
Carta a la reina d'Anglaterra és una novel·la curta de caràcter epistolar escrita per l'autor català Vicenç Pagès i Jordà. Va ser publicada el 1997 per l'Editorial Empúries.

## Argument
Narra en cent pàgines la vida mil·lenària del protagonista, en Joan Ferrer, un ferrer que fa un pacte amb el diable pel qual es torna immortal. En ser condemnat a una pena tan dura com injusta, s'adreça en una carta a la reina d'Anglaterra amb enuig.

## Recepció
Va ser el primer gran èxit de l'autor. Va rebre el premi Marià Vayreda l'any 1996. El 2015, va ser traduït a l'eslovè per Veronika Rot i publicat per l'editorial Sodobnost. Com a curiositat, el dia que va morir Elisabet II del Regne Unit, llavors reina d'Anglaterra, molts dels lectors de la novel·la van penjar una fotografia de la coberta a les xarxes socials.
Segons Sara Serrano Valenzuela de la revista Visat, l'obra fa un repàs dels temes que han preocupat l'ésser humà al llarg de la història. Va afirmar que «l’estil àgil i fluid no impedeix que la suggestió irònica inundi les pàgines del llibre».
Estanislau Vidal-Folch d'El Periódico va elogiar l'«agosarament d'explicar mil anys d'història a través d'una sola vida».
D'altra banda, Jordi Amat i Fusté d'El País va constatar que l'obra constituïa una paròdia de la novel·la històrica i que demostrava «el domini precís i consolidat de la màquina narrativa» de Vicenç Pagès. També va citar Valentí Puig, que havia assegurat el següent: «és un triomf de l'atzar, un atzar del tot aparent, controlat per un autor que no deixa res a l'atzar».